# 中萱津
中萱津（なかかやづ）は、愛知県あま市の大字。

## 地理
あま市の東部、旧甚目寺町域の南東部に位置する。18の小字が設置されているが丁目は設定されていない。

### 河川
- 五条川

### 小字
現行字についての五十音順で配列している。
| - 足川（あしかわ） - 稲干場（いなほしば） - 奥野（おくな） - 親牧（おやまき） - 九反所（くたんじょ） - 鴻巣（こうのす） - 五反田（ごたんだ） - 紺屋田（こんやだ） - 定段寺（じょうだんじ） | - 砂入（すないり） - 大坊（たいぼう） - 出口（でぐち） - 道場（どうじょう） - 燈明先（とうみょうさき） - 西ノ川（にしのかわ） - 法慶寺（ほけじ） - 南宿（みなみじゅく） - 南ノ川（みなみのかわ） |

## 歴史

### 地名の由来
平安期には草津の渡しがあった。草津社祭神草野姫に由来するという説、海津が転じたとする説があり、その萱津の中央に位置することから中萱津となった。

### 沿革
- 江戸時代 - 尾張国海東郡の尾張藩領清須代官所支配の中萱津村として所在[7]。
- 1889年（明治22年） - 上萱津村、下萱津村と合併し、萱津村となる[7]。
- 1906年（明治39年） - 合併に伴い、甚目寺村大字中萱津となる[7]。
- 1913年（大正2年） - 海部郡成立に伴い、同郡甚目寺村大字中萱津となる[7]。
- 1932年（昭和7年） - 町制施行に伴い、甚目寺町大字中萱津となる[7]。

## 世帯数と人口
2019年（令和元年）5月1日現在の世帯数と人口は以下の通りである。
| 大字   | 世帯数    | 人口    |
| ------ | --------- | ------- |
| 中萱津 | 1,128世帯 | 2,733人 |

### 人口の変遷
国勢調査による人口の推移
| 2010年（平成22年） | 2,464人 | [ 8 ] |  |
| 2015年（平成27年） | 2,535人 | [ 9 ] |  |

## 小・中学校の学区
市立小・中学校に通う場合、学区は以下の通りとなる。また、公立高等学校に通う場合の学区は以下の通りとなる。
| 番・番地等 | 小学校                 | 中学校                 | 高等学校 |
| ---------- | ---------------------- | ---------------------- | -------- |
| 全域       | あま市立甚目寺南小学校 | あま市立甚目寺南中学校 | 尾張学区 |

## 施設
- 實成寺
- あま市立甚目寺南小学校
- 名古屋市環境局五条川工場
- 萱津保育園
- 鎌倉ハム
  - 事務所
  - 本部工場
  - 営業所
- 甚目寺愛昇殿
- クリエイトSD愛知甚目寺店

## 交通

### 道路
- 愛知県道59号名古屋中環状線
- 愛知県道200号名古屋甚目寺線

## その他

### 日本郵便
- 郵便番号 : 490-1113[3]（集配局：甚目寺郵便局[12]）。